# Ablerus delhiensis
Ablerus delhiensis är en stekelart som först beskrevs av Lal 1938.  Ablerus delhiensis ingår i släktet Ablerus och familjen växtlussteklar. Inga underarter finns listade i Catalogue of Life.